# Arahidil alkohol
Arahidil alkohol (1-ikozanol) je voskasta supstanca koja se koristi kao ovlaživač u kozmetici. To je masni alkohol sa pravim lancom.